# 小山廣和
小山廣和（3月4日—）是日本插畫家，TYPE-MOON的作畫總監（グラフィックチーフ）。
同人團體「TYPE-MOON」在發表《月姬》獲得成功之後加入的成員。第一次的工作是為2001年8月推出的《月姬》FAN DISC《歌月十夜》遊戲CG進行上色，2002年1月正式被列入「TYPE-MOON」成員之中。之後主要負責為遊戲原稿上色、繪製遊戲音樂原聲帶封面。
其後小山廣和也開始單獨負責原畫，在奈須きのこ2004年於《FAUST》雜誌連載的新作《DDD》小說中負責繪製插圖和卷首彩頁。
也擔任過2001年8月24日至2003年3月31日這段期間由「テラネッツ」製作的PBW遊戲「學園退魔戰記ZERO」的主要角色設計者和繪圖者。2006年8月10日「トミーウォーカー」（TOMMY WALKER）發行的PBW遊戲「シルバーレイン」也由他負責主要角色設計和繪圖。
他在2012年發行的遊戲《魔法使之夜》中负责原画。

## 參與作品

### 上色
- 《歌月十夜》—上色（TYPE-MOON，2001）
- 《Melty Blood》—上色（TYPE-MOON、渡邊製作所，2002年12月30日）
- 《Fate/stay night》—上色、部份武器設計（TYPE-MOON，2004年1月30日）
- 《空之境界》—上色
- 《Fate/hollow ataraxia》—上色、部份武器設計（TYPE-MOON，2005年10月28日）
- 《ef-the latter tale》（minori，2006年12月22日）

### 插畫
- 《Fate/another score -super remix tracks-》—音樂原聲帶封面繪製
- 《DDD》—插圖

### 設計
- 《学園退魔戦記ZERO （页面存档备份，存于）》—主要角色設計、繪圖（テラネッツ，2001年8月24日）
- 《シルバーレイン》—主要角色設計、繪圖（トミーウォーカー，2006年8月10日）
- 《Wind -a breath of heart-》—上色（minori，2004年11月5日）
- 《Fate/Grand Order》—部分角色設計[1]
- 《22/7》—人物原案（佐藤丽华）

### 原畫
- 《魔法使之夜》—原畫

### 其他
- 《偽戀》—動畫版第一季第一話片尾插畫